# Dumbrăvești
Dumbrăvești es una comuna ubicada en el distrito de Prahova, Rumania.

## Superficie
Posee una superficie de 29,51 kilómetros cuadrados.

## Demografía
Hasta 2021 la población era de 3294 habitantes, con una densidad de población de 111,6 habitantes por kilómetro cuadrado.